# 2014年全日本綜合羽毛球錦標賽
2014年全日本綜合羽毛球錦標賽（日語：平成26年度全日本総合バドミントン選手権大会），為第68屆全日本綜合羽毛球錦標賽，是日本國內最高級別的羽毛球比賽。本屆賽事於2014年12月1日至12月7日在日本東京都国立代代木競技場第二体育館舉行。

## 項目獎牌榜
以下為各項目的優勝者及其所屬團體名單：
| 項目     | 金牌                                       | 银牌                                                         | 铜牌                                                         |
| 男子單打 | 佐佐木翔 富山縣（Tonami運輸）              | 桃田賢斗 東京都（NTT東日本）                                 | 常山幹太 大阪府（東大阪大学柏原高校）                        |
| 男子單打 | 佐佐木翔 富山縣（Tonami運輸）              | 桃田賢斗 東京都（NTT東日本）                                 | 坂井一將 東京都（日本UNISYS）                                |
| 女子單打 | 山口茜 福井縣（勝山高校）                  | 三谷美菜津 東京都（NTT東日本）                               | 橋本由衣 東京都（NTT東日本）                                 |
| 女子單打 | 山口茜 福井縣（勝山高校）                  | 三谷美菜津 東京都（NTT東日本）                               | 廣瀨榮理子 東京都（YONEX）                                   |
| 男子雙打 | 早川賢一 / 遠藤大由 東京都（日本UNISYS）   | 平田典靖 / 橋本博且 富山縣（Tonami運輸）                     | 數野健太 / 山田和司 東京都（日本UNISYS）                     |
| 男子雙打 | 早川賢一 / 遠藤大由 東京都（日本UNISYS）   | 平田典靖 / 橋本博且 富山縣（Tonami運輸）                     | 井上拓斗 / 金子祐樹 東京都（日本UNISYS）                     |
| 女子雙打 | 福万尚子 / 與猶胡桃 熊本縣（Renesas）      | 栗原文音 / 篠谷菜留 東京都（日本UNISYS）                     | 福島由紀 / 廣田彩花 熊本縣（Renesas）                        |
| 女子雙打 | 福万尚子 / 與猶胡桃 熊本縣（Renesas）      | 栗原文音 / 篠谷菜留 東京都（日本UNISYS）                     | 宮内唯 / 久後明日美 熊本縣（Renesas）                        |
| 混合雙打 | 早川賢一 / 松友美佐紀 東京都（日本UNISYS） | 嘉村健士 / 米元小春 富山縣（Tonami運輸）/ 秋田縣（北都銀行） | 米元優樹 / 米元陽花 山口縣（宇部興產）/ 山口縣（ACT SAIKYO） |
| 混合雙打 | 早川賢一 / 松友美佐紀 東京都（日本UNISYS） | 嘉村健士 / 米元小春 富山縣（Tonami運輸）/ 秋田縣（北都銀行） | 垰畑亮太 / 栗原文音 東京都（日本UNISYS）                     |

## 外部連結
- 第68回 全日本総合選手権大会 東京都バドミントン協会（日語）